# Wilhelm Raimund (Carcassonne)
Wilhelm Raimund (franz: Guillaume Raymond, okzit: Guilhem Ramon) († 1034) war seit 1012 Graf eines Teils von Carcassonne. Er war der zweite Sohn von Graf Raimund I. Roger und dessen Ehefrau Garsinde (Garsendis), der Erbin von Béziers und Agde.
Da Wilhelm Raimunds Vater noch vor dem Großvater verstarb, folgten er und sein älterer Bruder Peter Raimund dem Grafen Roger I. dem Alten zu gleichen Teilen in Carcassonne nach. Näheres über Wilhelm Raimunds Herrschaft ist nicht bekannt.

## Ehe und Nachkommen
Graf Wilhelm Raimund war mit einer namentlich unbekannten Frau verheiratet, mit der er drei Söhne hatte:
- Raimund II. Wilhelm († 1059), Graf eines Teils von Carcassonne
- Peter, Graf eines Teils von Carcassonne
- Bernard, Graf eines Teils von Carcassonne

Da Wilhelm Raimunds Söhne bei dessen Tod noch unmündig waren übernahm sein Onkel, der Bischof von Girona, Peter Roger die Vormundschaft über diese. Nachdem Peter und Bernard schon jung starben übernahm der Bischof deren Besitz und amtierte selber als Graf. Als Peter Roger 1050 starb vermachte er diese Gebiete aber nicht an den Onkel der jungen Grafen, Peter Raimund, sondern an seinen Neffen Graf Roger I. von Foix. Dieser amtierte fortan als Roger II. in Carcassonne.
Der Besitz des Grafen Raimund II. Wilhelm aber ging nach dessen Tod zu Peter Raimund.